# Loop wat je lopen kunt
Loop wat je lopen kunt was een Nederlandse televisieserie voor de jeugd. Het gaat over een jongen die een gestolen postzegelverzameling probeert terug te brengen naar de eigenaar. De serie werd in zeven delen uitgezonden door de VARA tussen juli en november 1963.
De serie was gebaseerd op een Britse televisieserie van C.E. Webber en volgt Jimmy die in het bezit is van een gestolen postzegelverzameling. Als hij de verzameling wil terugbrengen aan de eigenaar, wordt hij achterna gezeten door twee schurken Blackie de Wit en Meneer Posthuma. In elke aflevering komt Jimmy de schurken tegen. De ene keer bij een dokter die denkt dat Jimmy een patiënt is, dan weer in een winkel met tweedehandsspullen waar de eigenaar onwel raakt of bij een muziekleraar die denkt dat Jimmy een leerling is. Voortdurend zitten de boeven hem op de hielen. Uiteindelijk verwisselt Jimmy de verzameling voor een telefoonboek in zijn tas en laat die stelen door Blackie. Dat geeft even respijt en met hulp van zijn vriendinnetje Laura slaagt hij er uiteindelijk in de postzegelverzameling terug te brengen.

## Hoofdrollen
- Jimmy - Jan Jaap van't Slot
- Blackie de Wit - Stefan Felsenthal
- Meneer Posthuma - Willy Ruys
- Laura - Petra Barnard